# Semnodactylus wealii
Semnodactylus wealii es una especie de anfibios de la familia Hyperoliidae. Es monotípica del género Semnodactylus.
Habita en Lesoto, Sudáfrica y Suazilandia.
Su hábitat natural incluye arbustos de tipo mediterráneo, praderas templadas, pantanos, marismas de agua dulce, corrientes intermitentes de agua dulce, nacientes, pastos, áreas de almacenamiento de agua y estanques.